# Oophaga speciosa
Oophaga speciosa är en groddjursart som först beskrevs av Schmidt 1857.  Oophaga speciosa ingår i släktet Oophaga och familjen pilgiftsgrodor. IUCN kategoriserar arten globalt som starkt hotad. Inga underarter finns listade i Catalogue of Life.